# Endochironomus abranchius
Endochironomus abranchius är en tvåvingeart som först beskrevs av Jean-Jacques Kieffer 1913.  Endochironomus abranchius ingår i släktet Endochironomus och familjen fjädermyggor.
Artens utbredningsområde är Tyskland. Inga underarter finns listade i Catalogue of Life.